# گهنگریله
گهنگریله (به انگلیسی: Ghungrila) یک منطقهٔ مسکونی در پاکستان است که در ناحیه راولپندی واقع شده‌است.